# Cục Chính sách, Quân đội nhân dân Việt Nam
Cục Chính sách - Xã hội  trực thuộc Tổng cục Chính trị, Bộ Quốc phòng Việt Nam thành lập ngày 26 tháng 02 năm 1947 là cơ quan tham mưu giúp Thủ trưởng Tổng cục Chính trị về công tác chính sách cấp chiến lược trong toàn quân. Là cơ quan đầu ngành về lĩnh vực bảo hiểm xã hội trong quân đội trực thuộc Tổng cục Chính trị, đặt dưới sự quản lý trực tiếp của Thủ trưởng Tổng cục Chính trị về tổ chức, cán bộ và sự chỉ đạo, hướng dẫn nghiệp vụ của Bảo hiểm xã hội Việt Nam.

## Lịch sử
Theo đề nghị của Hội nghị toàn quốc các Chính trị uỷ viên khu và Chính trị viên Trung đoàn Quân đội quốc gia Việt Nam, ngày 26/2/1947, Chính phủ đã ban hành Nghị định số 240/CP thành lập Phòng Thương binh thuộc Chính trị Cục (sau này là Tổng cục Chính trị), Ban Thương binh ở các khu để chuyên trách theo dõi, chỉ đạo công tác thương binh, liệt sĩ trong lực lượng vũ trang. Đây là sự kiện có ý nghĩa lịch sử đánh dấu sự ra đời về mặt tổ chức của hệ thống ngành Chính sách quân đội, đặt dưới sự lãnh đạo, chỉ đạo trực tiếp của Tổng cục Chính trị và cơ quan chính trị các cấp. Phòng Thương binh thuộc Chính trị Cục là cơ quan chỉ đạo công tác thương binh, liệt sĩ, công tác chính sách đầu tiên trong quân đội.
Ngày 31 tháng 12 năm 1996, Bộ trưởng Bộ Quốc phòng ban hành Quyết định số 2448/QĐ-QP, lấy ngày 26/02/1947 là ngày truyền thống ngành chính sách QĐ
Ngày 21 tháng 11 năm 1967, Bộ Quốc phòng ra Quyết định số 117-QĐ/QP, thành lập Cục Chính sách thuộc Tổng cục Chính trị
Bộ Quốc phòng đã ban hành Quyết định số 757/QĐ-BQP ngày 5/3/2025 sáp nhập Bảo hiểm xã hội Bộ Quốc phòng và Cục Chính sách, tổ chức lại thành Cục Chính sách - Xã hội thuộc Tổng cục Chính trị. 

## Lãnh đạo hiện nay
- Cục trưởng: Thiếu tướng Đoàn Quang Hòa
- Phó Cục trưởng: Đại tá Hoàng Tuấn Hiền
- Phó Cục trưởng: Đại tá Trần Quang Thanh
- Phó Cục trưởng: Đại tá Ngô Thị Lệ
- Phó Cục trưởng kiêm Giám đốc BHXH Quân đội: Thiếu tướng Cao Xuân Thắng

## Tổ chức
- Phòng Nghiên cứu kế hoạch tổng hợp
- Phòng Thương binh, liệt sĩ - Người có công
- Phòng Hậu phương
- Phòng Công tác mộ liệt sĩ
- Phòng Thông tin điện tử
- Phòng Chế độ - Chính sách
- Phòng Thu sổ, thẻ
- Phòng Kế hoạch tài chính
- Phòng Bảo hiểm y tế
- Phòng Công nghệ thông tin

- Ban Hành chính

## Hệ thống cơ quan Chính sách- Xã hội trong Quân đội
- Cục Chính sách thuộc Tổng cục Chính trị
- Phòng Chính sách thuộc Cục Chính trị của các Quân khu, Quân đoàn, Quân chủng, Binh chủng, Tổng cục và tương đương.
- Ban Chính sách thuộc Phòng Chính trị của các Sư đoàn, Lữ đoàn, Vùng Cảnh sát biển, Bộ CHQS tỉnh, thành phố trực thuộc TW, Bộ CHBP tỉnh, thành phố trực thuộc TW và tương đương.
- Trợ lý, Nhân viên Chính sách thuộc Ban Chính trị của các Trung đoàn, Ban chỉ huy quân sự quận, huyện, thị xã và tương đương.

## Khen thưởng
- Danh hiệu Anh hùng Lực lượng Vũ trang Nhân dân (2005)[5]
- Huân chương Độc lập hạng Nhất (2012)[5]
- Huân chương Quân công hạng Nhì (2002)[5]
- Huân chương Quân công hạng Ba (1984 và 1997)[5]
- Huân chương Chiến công hạng Nhất (1997)[5]
- Huân chương Chiến công hạng Ba (2000)[5]
- Huân chương Lao động hạng Nhất (2005)[5]
- Huân chương Lao động hạng Nhì (Nhà nước Lào) (2008)[5]
- Huân chương bảo vệ Tổ quốc hạng Nhì (2012)[5]
- Huân chương bảo vệ Tổ quốc hạng Nhất (2017)[6]

## Cục trưởng qua các thời kỳ
- 1967-1978, Lê Tiến Phục, Thiếu tướng (1983)
- 1982-1985, Lê Tiến Phục, Thiếu tướng (1983)
- 9/1985-12/1988, Doãn Sửu, Đại tá; Thiếu tướng (12-1985)
- 1988-1992, Lê Tiến, Đại tá
- 1992-1993, Nguyễn Mạnh Đẩu, Đại tá, Quyền Cục trưởng
- 1993-2000, Nguyễn Mạnh Đẩu, Đại tá, Trung tướng (2005), Chính ủy Tổng cục Kỹ thuật
- 2000-2003, Ngô Xuân Lịch, Đại tá, Thượng tướng, Chủ nhiệm Tổng cục Chính trị
- 2003-2011, Vũ Hữu Luận, Thiếu tướng (2006), Phó Chính ủy Học viện Chính trị (2011-2013).
- 2011-2016, Trần Văn Minh, Thiếu tướng (2012).
- 2016- 2022, Trần Quốc Dũng, Thiếu tướng (2017).
- 2022- ..., Đoàn Quang Hòa, Thiếu tướng (2023).